# Giao diện người dùng

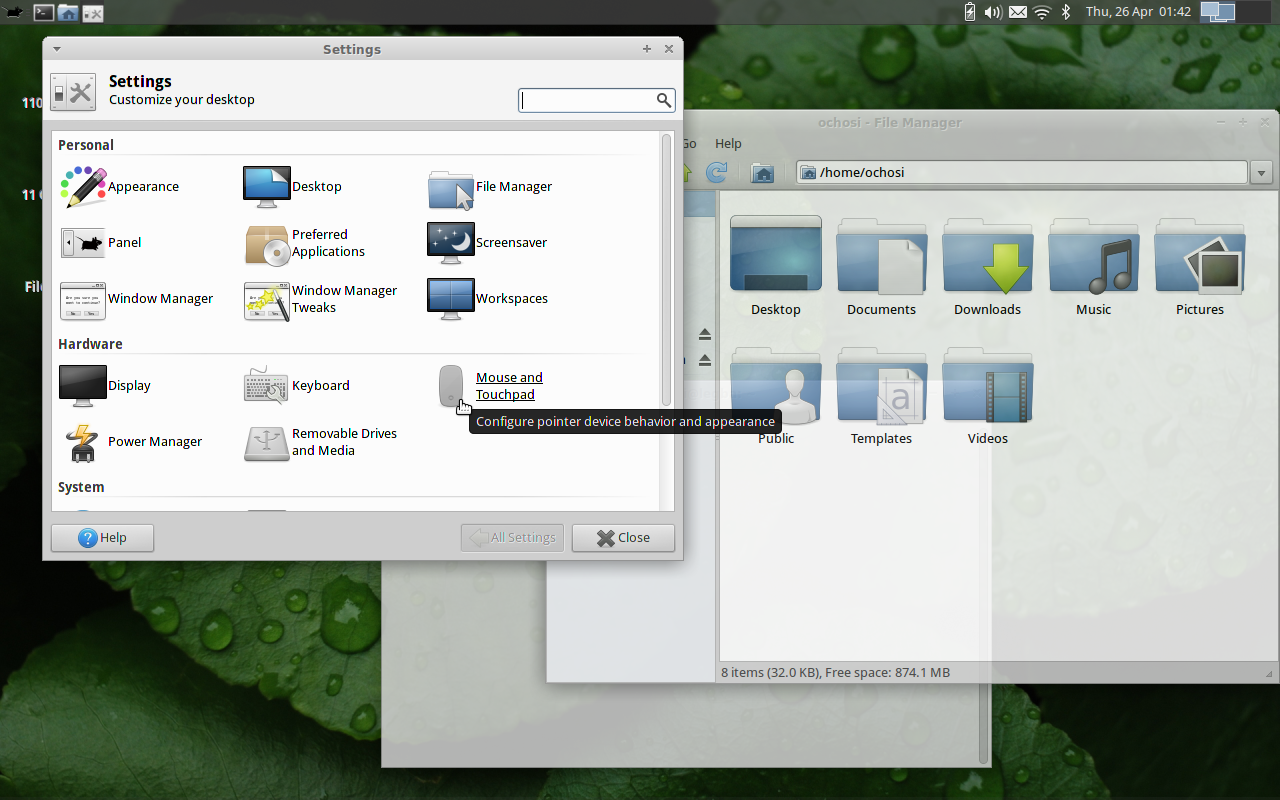
Giao diện người dùng trên máy tính

Giao diện người sử dụng (tiếng Anh: User Interface, viết tắt: UI) là điểm tương tác và giao tiếp giữa người và máy tính trong một thiết bị. Điều này có thể bao gồm màn hình hiển thị, bàn phím, chuột và sự xuất hiện của máy tính để bàn. Đó cũng là cách mà người sử dụng tương tác với một ứng dụng hoặc trang web. Bên cạnh đó, sự phụ thuộc ngày càng nhiều của doanh nghiệp vào các ứng dụng web. ứng dụng di động, mạng xã hội đã khiến nhiều công ty đặt ưu tiên cao hơn cho UI trong nỗ lực cải thiện trải nghiệm chung của người dùng.

## Sơ lược lịch sử hình thành[2]

### Máy tính hàng loạt & Giao diện dòng lệnh (Batch Computer & Command Line Interface)
Giao diện người dùng của máy tính hàng loạt (Batch computer) bao gồm đầu vào của thẻ đục lỗ hoặc phương tiện tương đương và ngoài bảng điều khiển này, con người không có tương tác với các máy tính trong thời gian thực.
Giao diện dòng lệnh  đã giảm đáng kể độ trễ xuống vài giây thay vì ngày hoặc giờ vì giao diện người dùng là một loạt các giao dịch đáp ứng yêu cầu. Và điều quan trọng là cho phép người dùng thay đổi suy nghĩ về các giao dịch để đáp ứng dữ liệu thời gian thực từ các giao dịch trước đó.

### Hình thành giao diện người dùng đồ họa (Graphic User Interface)[4]

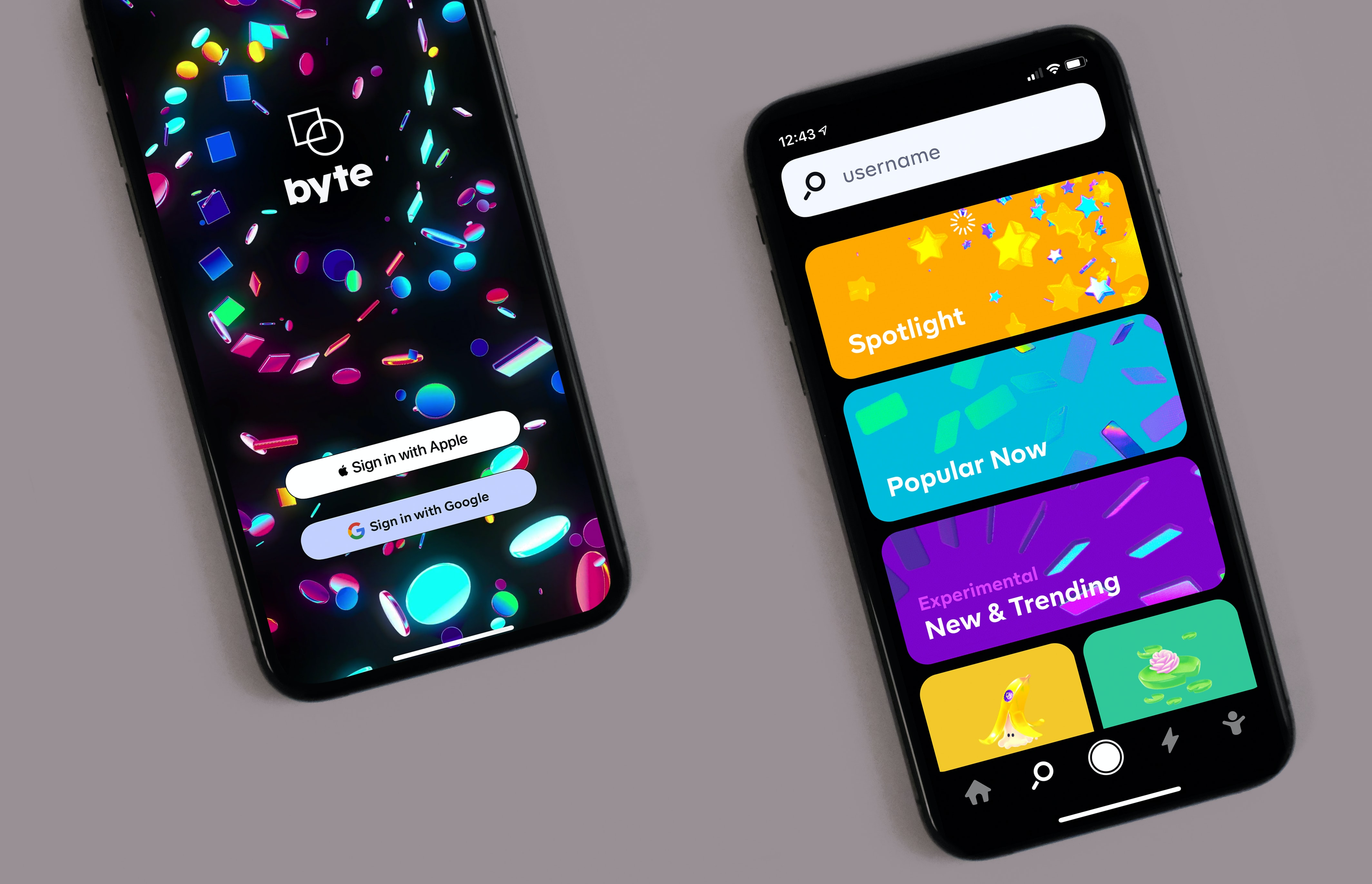
Photo by Charles Deluvio on Unsplash

Giao diện người dùng kỹ thuật số và hệ thống con trỏ chuột có thể cho phép trải nghiệm người dùng hấp dẫn hơn. GUI đầu tiên được phát triển bởi các nhà nghiên cứu tại Trung tâm nghiên cứu Xerox Palo (parc) vào năm 1970 và là sự khởi đầu của sự đổi mới đồ họa máy tính cho tới thời điểm hiện nay..

### Sự vươn lên của điện thoại thông minh (smartphone)[5]
Đến cuối năm 2010, thiết kế giao diện người sử dụng máy tính bắt đầu thay đổi đáng kể do sự phổ biến của điện thoại thông minh. Sự thay đổi lớn trong phần cứng máy tính này khiến các nhà thiết kế phải suy nghĩ lại về giao diện ban đầu.

## Các quy tắc, quy chuẩn (principles)[7]
Theo phương pháp thiết kế hướng tập trung vào sử dụng (usage-centered design), những nguyên tắc này là:
- Nguyên tắc cấu trúc: Tổ chức giao diện người sử dụng một cách có chủ đích, dựa trên các mô hình rõ ràng, nhất quán, rõ ràng và dễ nhận biết đối với người sử dụng.Ví dụ như việc đặt những thứ liên quan lại với nhau và tách biệt những thứ không liên quan[9]
- Nguyên tắc đơn giản: Làm cho các tác vụ phổ biến, thường xuyên sử dụng trở nên dễ dàng, đơn giản. Đồng thời cung cấp các phím tắt hữu ích để rút ngắn các các quy trình dài hơn[10].
- Nguyên tắc hiển thị: Làm cho tất cả các tùy chọn và yếu tố cần thiết cho một tác vụ nhất định hiển thị cùng lúc mà không làm cho người sử dụng mất tập trung với thông tin không liên quan hoặc dư thừa. Một thiết kế tốt là thiết kế không áp đảo, bắt buộc người sử dụng với các lựa chọn thay thế hoặc nhầm lẫn với thông tin không cần thiết.[11]
- Nguyên tắc phản hồi: Thiết kế phải thông báo cho người sử dụng về các hành động hoặc giải thích về các thay đổi trạng thái, điều kiện và các lỗi hoặc các trường hợp ngoại lệ có liên quan và được người sử dụng quan tâm. Quá trình này phải thông qua ngôn ngữ rõ ràng, ngắn gọn và quen thuộc với họ.[12]
- Nguyên tắc linh hoạt: Thiết kế nên linh hoạt, giảm chi phí sai sót. Đồng thời ngăn ngừa lỗi bất cứ khi nào có thể bằng cách tiếp nhận các thông tin và trình tự khác nhau. Từ đó tiến hành diễn giải một cách hợp lý.[13]
- Nguyên tắc tái sử dụng: Thiết kế nên sử dụng lại các thành phần và hành vi bên trong và bên ngoài, duy trì tính nhất quán với mục đích thay vì chỉ nhất quán tùy ý, do đó giảm nhu cầu người sử dụng phải suy nghĩ lại và ghi nhớ[14]

## Các dạng của UI

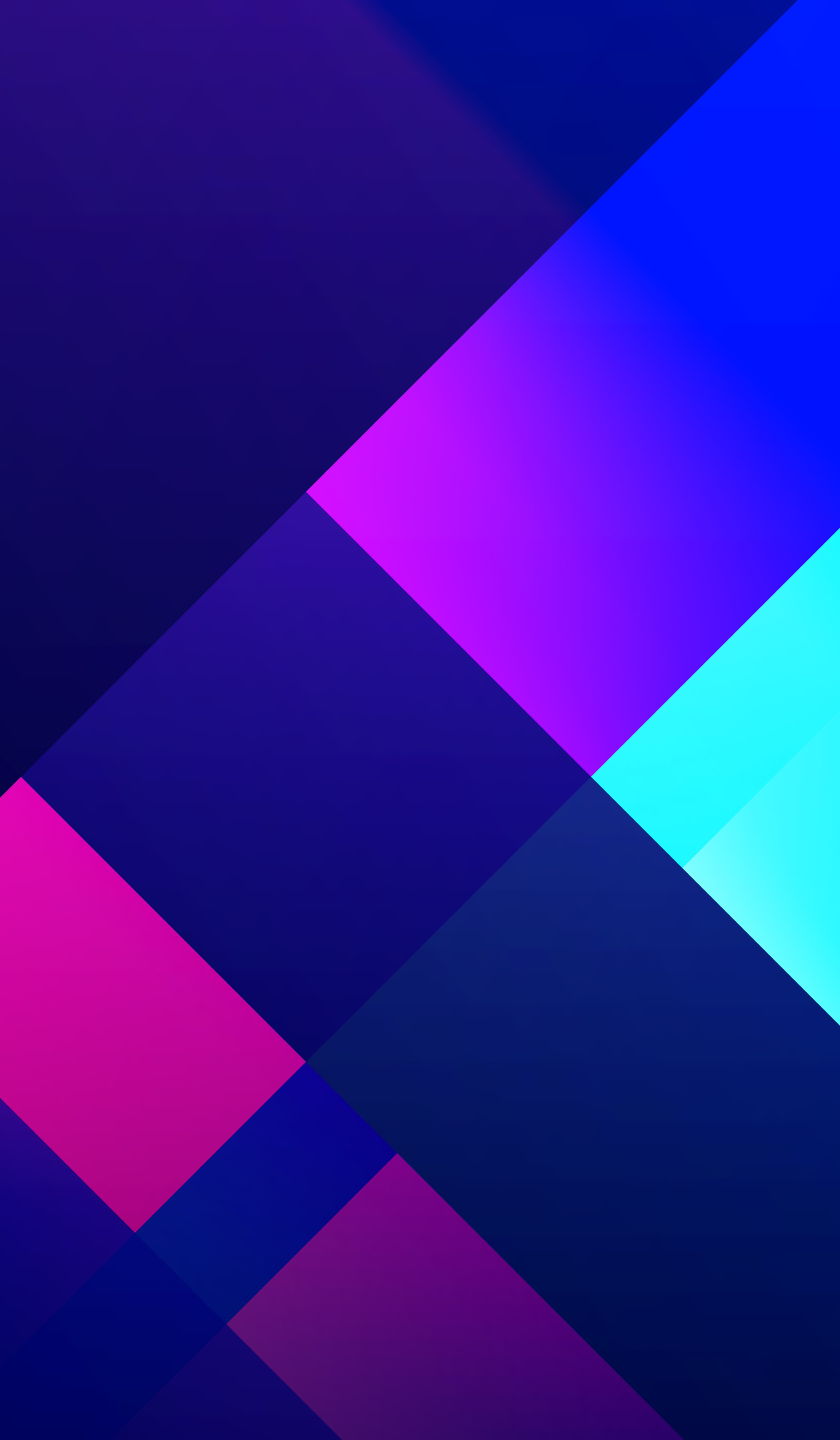
Photo by Gradienta on Unsplash

## Các dạng của UI[15]

### Cấu trúc theo dòng lệnh (Command-line)
Giao diện dòng lệnh cho phép người sử dụng tương tác với máy tính bằng cách nhập lệnh. Máy tính hiển thị lời nhắc, các nút phím trong lệnh. Người dùng thực hiện bằng thao tác nhấn phím Enter hoặc Return.

### Tương tác bằng menu và bảng chọn (Menu-driven)[16]
Loại giao diện này cho phép bạn tương tác với máy tính hoặc thiết bị bằng cách thực hiện theo cách của bạn thông qua một loạt các màn hình hoặc menu. Hãy nghĩ về máy tính bảng hoặc điện thoại di động của bạn, cả hai đều sử dụng giao diện điều khiển menu. Bạn được trình bày với một menu, bạn đưa ra lựa chọn và sau đó menu tiếp theo xuất hiện trên màn hình.

### Giao diện đồ hoạ người dùng (Graphic User Interface):[18]
Là một thuật ngữ trong ngành công nghiệp máy tính. Đó là một cách giao tiếp với máy tính hay các thiết bị điện tử bằng hình ảnh và chữ viết thay vì chỉ là các dòng lệnh đơn thuần. GUI được sử dụng phổ biến trong máy tính, các thiết bị cầm tay, các thiết bị đa phương tiện, hoặc các linh kiện điện tử trong văn phòng